# Stałe Przedstawicielstwo Rzeczypospolitej Polskiej przy Radzie Europy w Strasburgu
Stałe Przedstawicielstwo Rzeczypospolitej Polskiej przy Radzie Europy w Strasburgu (ang. Permanent Representation of Poland to the Council of Europe) – misja dyplomatyczna reprezentująca Polskę wobec Rady Europy.
Do 2008 pod tym samym adresem mieścił się Konsulat Generalny.

## Historia
Polska przyjęta została do Rady Europy 26 listopada 1991.